# Ainerigone
Ainerigone é um gênero de aranhas da família Linyphiidae descrito em 1993.